# Emile-Arsène Blanchet

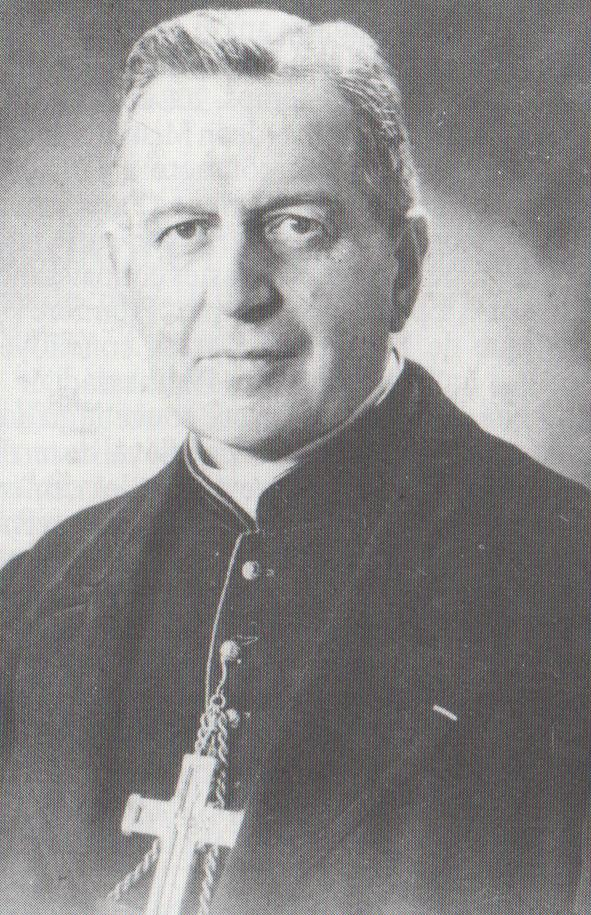
Bischof Emile-Arsène Blanchet

Emile-Arsène Blanchet (* 21. September 1886 in Le Havre; † 1. April 1967 ebenda) war ein französischer römisch-katholischer Geistlicher und Bischof von Saint-Dié.

## Leben
Geboren als Sohn eines Organisten, besuchte er die Grundschule Saint-Michel und anschließend von 1898 bis 1903 die Institution Saint-Joseph, wo er seinen höheren Schulabschluss erlangte. Danach studierte er drei Jahre lang am Seminar von Rouen und kehrte 1906 an die Institution Saint-Joseph zurück, um dort Geschichte zu unterrichten. Zugleich bereitete Emile-Arsène Blanchet sich auf die Lizenziatenprüfung vor, musste sich jedoch aufgrund einer Tuberkuloseerkrankung in ein Sanatorium nach Davos begeben, wo er bis 1910 blieb. Die Priesterweihe empfing er am 29. Juni 1911. Nach seiner abermaligen Rückkehr an die Institution Saint-Joseph unterrichtete er dort bis 1940. Während des Ersten Weltkriegs wurde die Bildungseinrichtung in ein Lazarett umgewandelt, und er wurde als soldatischer Krankenpfleger verpflichtet. Nach dem Krieg erwarb Emile-Arsène Blanchet 1922 ein Lizentiat der Philosophie. In demselben Jahr wurde er Studiendirektor und 1930 Superior (Leiter) der Institution Saint-Joseph.
Am 7. Oktober 1940 wurde Emile-Arsène Blanchet zum Bischof von Saint-Dié erwählt. Die Bischofsweihe spendete ihm am 30. November desselben Jahres der Erzbischof von Rouen Pierre Petit de Julleville; Mitkonsekratoren waren Alphonse-Paul-Désiré Gaudron, Bischof von Évreux, und Pierre-Armand-Albert-Lucien Fallaize OMI, Koadjutor des Apostolischen Vikars von Mackenzie. Am 24. Januar 1941 nahm er das Bistum Saint-Dié in Besitz.
Er wurde am 10. Oktober 1946 zum Titularbischof von Lerus und zum Rektor des Institut Catholique de Paris ernannt, daneben verwaltete er bis zum Amtsantritt seines Nachfolgers die Diözese Saint-Dié als Administrator. Am 10. Mai 1960 wurde er zum Titularerzbischof von Philippopolis in Thracia erhoben. Sein Amt als Rektor des Institut Catholique de Paris legte er 1966 nieder.
Nachdem Emile-Arsène Blanchet am 5. Januar 1967 in ein Krankenhaus eingeliefert worden war, wurde er am 15. März 1967 in seine Heimatstadt Le Havre gebracht, wo er am 1. April desselben Jahres starb.

## Wirken
Emile-Arsène Blanchet genoss hohes Ansehen unter der Bevölkerung von Saint-Dié, nachdem er während der deutschen Besatzung 1942 zusammen mit dem Bürgermeister und dem Unterpräfekten dem Versuch entgegentrat, die Stadt in Brand zu setzen. Mit neun Reden, die er zwischen September und Dezember 1942 hielt, beruhigte er die Einwohner der Stadt.
Während seiner Tätigkeit am Institut Catholique de Paris verdreifachte sich die Zahl der dort Studierenden wie auch der Lehrenden, die Zahl der angeschlossenen Schulen und anderer Einrichtungen verfünffachte sich. Emile-Arsène Blanchet war Teilnehmer des Zweiten Vatikanischen Konzils.

## Ehrungen
- Ritter der Ehrenlegion (1950)
- Offizier der Ehrenlegion (1960)